# Combat de Dunkerque
Guerre de Trente Ans
Batailles
- Chronologie de la guerre de Quatre-Vingts Ans
- Valenciennes
- Austruweel
- Rheindalen
- Heiligerlee
- Jemmingen
- Jodoigne
- Brielle
- 1er Flessingue
- Malines
- Goes
- Mons
- Haarlem
- 2e Flessingue
- Borsele
- Zuiderzee
- Alkmaar
- Leyde
- Reimerswaal
- Mook
- Lillo
- Zierikzee
- 1er Anvers
- 1er Bréda
- Gembloux
- Rijmenam
- 1er Deventer
- Maastricht
- 2e Bréda
- Açores
- 2e Anvers
- 3e Anvers
- Boksum
- Zutphen
- 1er Berg-op-Zoom
- Gravelines
- 3e Bréda
- 2e Deventer
- Groningue
- Huy
- 1er Groenlo1
- 2e Groenlo
- Turnhout
- Nieuport
- Ostende
- L'Écluse
- 3e Groenlo
- Saint-Vincent
- Gibraltar
- Saint-Vincent (1621)
- 2e Berg-op-Zoom
- 4e Bréda
- 4e Groenlo
- Matanzas
- Bois-le-Duc
- Abrolhos
- Slaak
- Maastricht
- 5e Bréda
- Cabañas
- Calloo
- Les Downs
- Saint-Vincent (1641)
- Hulst
- Cavite

Le combat de Dunkerque se déroule devant Dunkerque le 18 février 1639, entre une flotte espagnole et une autre néerlandaise. 
La flotte espagnole quitta Dunkerque en direction de La Corogne, transportant 2 000 soldats wallons, avec pour ordre de se regrouper avec la flotte d'Antonio de Oquendo.
Dans la Manche, elle tomba nez à nez avec une flotte néerlandaise commandée par Maarten Tromp. Une bataille de 4 heures s'ensuivit et Orna fut forcé à la retraite à Dunkerque, laissant derrière lui deux de ses galions, tandis qu'un autre s'est échoué. En dépit de son succès, la flotte de Tromp est endommagée, et l'amiral hollandais doit abandonner le blocus de Dunkerque, ce qui permet à Orna d'accomplir sa mission, après avoir réparé son escadron.
En 1646, la France, combattant l'Espagne pendant la guerre de Trente Ans, a réussi à conquérir Dunkerque après un long siège au cours duquel la flotte néerlandaise sous Maarten Tromp a bloqué la ville du côté de la mer.